# 登科街道
登科街道是中华人民共和国四川省巴中市恩阳区下辖的一个街道办事处。

## 行政区划
登科街道下辖以下村级行政区划单位：
新场社区、登科寺社区、麻石村、白玉村、石马村、秋溪村、燕飞村、古溪村、两路村、天星寨村、赵台村、凤凰嘴村、苟观寺村、团包垭村和五台山村。